# Verbena illicita
Verbena illicita är en verbenaväxtart som beskrevs av Harold Norman Moldenke. Verbena illicita ingår i släktet verbenor, och familjen verbenaväxter. Inga underarter finns listade i Catalogue of Life.